# دومينيك ثورن
دومينيك ثورن (بالإنجليزية: Dominique Thorne) (مواليد 11 مايو 1997) هي ممثلة أمريكية ، أشتهرت لدورها في فيلم لو استطاع شارع بيل التحدث ويهوذا والمسيح الأسود وفي 2020 تم الإعلان عن قيامها بدور شخصية آيرون هارت في فيلم النمر الأسود: واكاندا للأبد (2022) ومسلسل آيرون هارت (2025).